# Coelocaryon preussii
Espèce
Classification APG III (2009)
Coelocaryon preussii est une espèce d'arbres de taille moyenne de la famille des Myristicaceae que l’on trouve dans le Sud du Bénin et du Nigeria, jusqu’en Centrafrique, et vers le sud jusqu’au Gabon et la République démocratique du Congo. Son bois est connu sous le nom de ekoune ou ekun.

## Description
L’arbre peut attendre 35 m de haut. Son fût est droit et cylindrique, et fait jusqu’à 80 à 110 cm de diamètre. L’écorce est écailleuse en surface, de couleur brun rougeâtre.
Le bois est semblable à celui de l’espèce Pycnanthus angolensis.
Les feuilles sont alternes, simples et entières.
L’inflorescence, atteignant 10-15 cm, est garnie de poils courts. Les fleurs sont unisexuées et régulières, d’une taille de 3 mm de long, de couleur jaunâtre. Le fruit est une drupe ellipsoïde à oblongue voire globuleuse, de 3,5-4 cm à 2,5-3 cm, et il contient une seule graine. Celle-ci est ellipsoïde, de 2-3 cm à 1-1,5 cm, de couleur brun pourpre foncé brillant à noirâtre. Au Cameroun, la floraison a lieu principalement en décembre-février, et les fruits sont mûrs 6 mois plus tard environ.

## Utilisation
En médecine traditionnelle, le jus de l’écorce est bu pour soigner l’hématurie, la dysménorrhée, la dysenterie et les hémorroïdes. La décoction ou la macération d’écorce sert comme expectorant, émétique et antalgique, ainsi que pour soulager les douleurs pulmonaires, la toux, les rhumatismes, notamment. Enfin, la poudre d’écorce peut s’appliquer sur les plaies.
La matière grasse contenue dans les graines est comestible.
Le bois s’utilise en menuiserie, ébénisterie, construction légère… . 